# Copa de las Naciones UCI sub-23 2008
La Copa de las Naciones UCI sub-23 2008, fue la segunda edición del calendario ciclístico creado por la Unión Ciclista Internacional para corredores menores de 23 años.
Estuvo compuesto por siete carreras (una más que en la edición anterior), cuatro de ellas por etapas y tres de un día. Las nuevas carreras en el calendario fueron el Tour de Flandes sub-23, el ZLM Tour y la Coupe des Nations Ville Saguenay, saliendo del mismo la Lieja-Bastoña-Lieja sub-23 y el Gran Premio Guillermo Tell. Los puntos obtenidos en las mismas dieron como ganador a Portugal quedando Italia y Francia en segundo y tercer lugar respectivamente.

## Resultados
| Fecha     | País         | Carrera                          | Categoría | Vencedor         | Vencedor (Países) | Líder (Países) |
| --------- | ------------ | -------------------------------- | --------- | ---------------- | ----------------- | -------------- |
| 28/3-30/3 | Portugal     | Gran Premio de Portugal          | 2.Ncup    | Vitor Rodrígues  | Portugal          | Portugal       |
| 12/4      | Bélgica      | Tour de Flandes sub-23           | 1.Ncup    | Gatis Smukulis   | Letonia           | Francia        |
| 16/4      | Francia      | La Côte Picarde                  | 1.Ncup    | Kristjan Koren   | Eslovenia         | Portugal       |
| 19/4      | Países Bajos | ZLM Tour                         | 1.Ncup    | Jacopo Guarnieri | Italia            | Portugal       |
| 26/4-1/5  | Italia       | Giro de las Regiones             | 2.Ncup    | Vitaliy Buts     | Ucrania           | Portugal       |
| 5/6-8/6   | Canadá       | Coupe des Nations Ville Saguenay | 2.Ncup    | Thomas Kvist     | Dinamarca         | Portugal       |
| 5/9-14/9  | Francia      | Tour del Porvenir                | 2.Ncup    | Jan Bakelants    | Bélgica           | Eslovenia      |

## Clasificación
| Pos. | País         | Puntos |
| ---- | ------------ | ------ |
| 1º   | Portugal     | 145    |
| 2º   | Italia       | 107    |
| 3º   | Francia      | 100    |
| 4º   | Bélgica      | 83     |
| 5º   | Alemania     | 79     |
| 6º   | Eslovenia    | 70     |
| 7º   | Dinamarca    | 67     |
| 8º   | Rusia        | 67     |
| 9º   | Australia    | 55     |
| 10º  | Países Bajos | 42     |